# Fei ying gai wak
Fei ying gai wak é um filme de artes marciais de Hong Kong, dirigido e estrelado por Jackie Chan.  É a continuação de seu sucesso Armadura de Deus. Foi produzido pela Golden Harvest / Paragon Films. Foi filmada primeiramente em Madrid, Espanha e Marrocos.
Este filme é ainda mais parecido com Indiana Jones que Armour of God, na medida em que o personagem de Chan, Condor, luta contra um ex-Nazista para recuperar o ouro a partir de uma base abandonada no fundo do deserto do Saara. Em uma cena, Jackie escapa de seus perseguidores em uma esfera .
Por causo do seu lançamento nos E.U.A. vários anos antes de Armadura de Deus, seu título é simplesmente Operação Condor. Ele também é conhecido como Um Kickboxer muito louco.

## Enredo
Jackie (Jackie Chan), um agente secreto (apelidado de "Condor"),  é dada a tarefa de rastrear o ouro nazista escondido. Ele junta-se com Ada (Carol Cheng), uma representante da ONU, e Elsa Eva Cobo de Garcia), a neta de um oficial nazista ligada ao ouro escondido. Eles viajam para o Norte de África para encontrar uma base subterrânea, onde acredita-se que o regimento nazista que segurou o ouro foi enterrado vivo. Durante a procura da base secreta, o trio deve lutar contra o implacáveis caçadores de tesouros e os últimos sobreviventes do regimento nazista condenado.

## Elenco
- Jackie Chan -  Jackie / Condor
- Carol Cheng - (aka Do Do Cheng) -  Ada
- Eva Cobo de Garcia -  Elsa
- Shôko Ikeda -  Momoko
- Daniel Mintz -  Amon
- Aldo Sambrell -  Adolf (como Aldo Sánchez)
- Ken Goodman - Guarda de Adolf
- Steve Tartalia -  Guarda de Adolf
- Lyn Percival -  Guarda de Adolf
- Bruce Fontaine -  Guarda de Adolf
- Wayne Archer -  Guarda de Adolf
- Brandon Charles -  Guarda de Adolf
- Ken Lo -  Guarda de Adolf
- Peter Klimenko -  Guarda de Adolf
- Christian Perrochaud -  Guarda de Adolf
- Bozidar Smiljanic -  Duke Scapio
- Mark King -  Guarda de Duke
- Bryan Baker (aka Joe Bryan Baker) - Guarda de Duke
- Jonathan Isgar -  Tasza
- Vincent Lyn - Henchman
- Charles Yeomans -   Homem com roupa roubada

## Jackie Chan Stunt Team
- Benny Lai
- Ken Lo
- Mars (ator)

## Prêmios e indicações
- 1992 Hong Kong Film Awards
  - Nomeações: Melhor Coreografia de Acção